# Treehouse of Horror XXI
Treehouse of Horror XXI är det fjärde avsnittet av säsong 22 av TV-serien Simpsons. Avsnittet sändes den 7 november 2010. I likhet med de övriga Treehouse of Horror-avsnitten i denna serie är avsnittet uppdelat i tre delar. I avsnittet gästskåspelare Daniel Radcliffe som Edmund och Hugh Laurie som Roger. Avsnittet är skrivet av Joel H. Cohen och regisserat av  Bob Anderson. Avsnittet nominerades till Emmy Award för "Outstanding Individual Achievement in Music Composition for a Series (Dramatic Underscore)" och till Annie Award för "Directing in a Television Production".

## Handling
Bart och Homer Simpson skär pumpor och Bart kan inte motstå frestelsen att skära ut en gubbe i Homers byxbak. Homer stryper honom och Bart sätter på en brinnande pumpa på Homers huvud. Då avbryts allt och Professor Frink presenterar avsnittet varpå han sätter på det igen. Men han trycker på fel knapp och spolar förbi allt. Han blir ledsen och riktar den mot sig själv och han åldras på en sekund och blir damm. En del av dammet blåser bort och bildar avsnittets namn. Ett monster börjar titta på The Office och berättar att serien liknar hans jobb och bilder från hans jobb visas.

### War and Pieces
Bart och Milhouse spelar tevespel. Marge tycker att det är för våldsamt och tvingar upp dem på vinden för att spela sällskapsspel. De hittar ett spel kallat "Satans Path" som de startar. Det leder till en magisk explosion och de andra spelen vaknar till liv.

### Masters and Cadaver
Marge och Homer hyr en lyxjakt och är ute på icke kartlagt vatten och träffar på Roger, en kock på ett annat fartyg där värden dödade alla genom att förgifta hans mat. Marge och Homer blir rädda för honom och planerar att döda honom.

### Tweenlight
En ny elev börjar på Springfield Elementary, vampyren Edmund som blir kär i Lisa Simpson. Lisa bjuder över Edmund på middag som tvingas ta med sin far, Dracula. Efter måltiden flyr Edmund med Lisa, något som inte Marge gillar och Dracula och Homer följer efter dem.

## Produktion
Avsnittet skrevs av Joel H. Cohen och det var hans första helt egna avsnitt av Treehouse of Horror-serien. Han skrev tidigare "Hex and the City" i "Treehouse of Horror XII". Bob Anderson regisserade avsnitt och det var hans tredje Treehouse of Horror-avsnitt. Daniel Radcliffe, gästskådespelade som Edmund i "Tweenlight" som är en parodi på Twilight. Radcliffe själv är också ett fan av serien och han har sagt att när han var 12-13 år hade han lärt sig 50% av världen utanför från Simpsons." Hugh Laurie gästskådespelade i "Master and Cadaver" som Roger. Avsnittet sändes 7 november 2010 vilket gör det som den tionde avsnittet att sändas efter Halloween.

## Kulturella referenser
Öppningsdelen slutar med en pariod från The Office, där monster jobbar på "Monster Mifflin". Historien om "War and Pieces" referenser till filmen Jumanji. Några av spelen som nämns i delen är ormar och stegar" och "fånga musen". Delen då Milhouse dör är en referens till då Jack Dawson dog i Titanic. Andra delen, "Master and Cadaver" är baserat på filmen Lugnt vatten. och slutet börjar Maggie imitera Alex från filmen A Clockwork Orange.
"Tweenlight" är en parodi på Twilight. Edmund är baserad på Edward Cullen. Edmunds far är Dracula. I delen medverkar också figurer från Sesame Street och rollfiguren Yogi Björn. Då Edmund säger till sin far "You're tearing me apart! (Du sliter sönder mig)" är en referens till Ung rebell och The Room.

## Mottagande
Avsnittet sågs av 8,2 miljoner hushåll i USA, vilket var 23% fler än förra avsnittet, "MoneyBART". John Griffiths från Us Weekly gav avsnittet tre stjärnor." Brad Trechak från TV Squad anser att detta är ett av de bästa Treehouse of Horror-avsnitten på flera år. Robert Bianco på USA Today kritserade avsnittet och säger sig tröttnat på Treehouse of Horror-avsnitten. Avsnittet nominerades till Emmy Award för "Outstanding Individual Achievement in Music Composition for a Series (Dramatic Underscore)". Avsnittet nominerades också till Annie Award för "Directing in a Television Production".